# EFAF Cup 2007
Die Saison 2007 war die sechste Spielzeit des EFAF Cups. Es wurde eine Qualifikationsrunde mit vier Vorrundengruppen gespielt, wobei sich jeweils der Gruppenerste für das Halbfinale qualifizierten.
Für Deutschland gingen die Berlin Adler und die Dresden Monarchs an den Start. Österreich stellte mit insgesamt drei Teams, den Graz Giants, Hohenems Blue Devils und den Carinthian Black Lions die meisten Teams einer Nation. Die Winterthur Warriors waren als einziger Vertreter der Schweiz im Bewerb.
Gestartet wurde der EFAF Cup am 7. April 2007 mit dem Heimsieg der Graz Giants gegen die Dresden Monarchs (50:0). Der Wettbewerb endete ebenfalls in Graz mit dem Sieg der Graz Giants gegen die Hohenems Blue Devils (28:26) im Finalspiel am 21. Juli 2007.

## Qualifikationsrunde

### Gruppe A
| Datum    | Kickoff | Heim             | Ergebnis | Gast             | Stadion                           |
| -------- | ------- | ---------------- | -------- | ---------------- | --------------------------------- |
| 7. April | 14:00   | Graz Giants      | 50:0     | Dresden Monarchs | ASKÖ-Stadion Graz-Eggenberg, Graz |
| 15. Mai  | 15:00   | Dresden Monarchs | 0:28     | Graz Giants      | Heinz-Steyer-Stadion, Dresden     |

|    | Verein           | Sp | Punkte | TD    | Diff. |
| -- | ---------------- | -- | ------ | ----- | ----- |
| 1. | Graz Giants      | 2  | 4:0    | 93:10 | +83   |
| 2. | Dresden Monarchs | 2  | 0:4    | 10:93 | −83   |

### Gruppe B
| Datum     | Kickoff | Heim                   | Ergebnis | Gast                   | Stadion                             |
| --------- | ------- | ---------------------- | -------- | ---------------------- | ----------------------------------- |
| 28. April | 14:00   | Prag Lions             | 10:43    | Carinthian Black Lions | Stadion der Karls-Universität, Prag |
| 13. Mai   | 15:00   | Carinthian Black Lions | 30:41    | Winterthur Warriors    | Wolfsberger Stadion, Wolfsberg      |
| 26. Mai   | 18:00   | Winterthur Warriors    | 35:31    | Prag Lions             | Schützenwiese, Winterthur           |

|    | Verein                 | Sp | Punkte | TD    | Diff. |
| -- | ---------------------- | -- | ------ | ----- | ----- |
| 1. | Winterthur Warriors    | 2  | 2:2    | 41:35 | +6    |
| 2. | Carinthian Black Lions | 2  | 2:2    | 27:23 | +4    |
| 3. | Prag Lions             | 2  | 2:2    | 38:48 | −10   |

### Gruppe C
| Datum     | Kickoff | Heim                 | Ergebnis | Gast                 | Stadion                             |
| --------- | ------- | -------------------- | -------- | -------------------- | ----------------------------------- |
| 15. April | 14:30   | Coventry Jets        | 39:8     | Osos Madrid          | Liberty Way, Nuneaton               |
| 20. April | 14:00   | Osos Madrid          | 8:51     | Hohenems Blue Devils | Estadio Cerro del Telégrafo, Madrid |
| 10. Mai   | 18:00   | Hohenems Blue Devils | 34:19    | Coventry Jets        | Herrenriedstadion, Hohenems         |

|    | Verein               | Sp | Punkte | TD    | Diff. |
| -- | -------------------- | -- | ------ | ----- | ----- |
| 1. | Hohenems Blue Devils | 2  | 4:0    | 85:27 | +48   |
| 2. | Coventry Jets        | 2  | 2:2    | 58:42 | −16   |
| 3. | Osos Madrid          | 2  | 0:4    | 16:90 | −74   |

### Gruppe D
| Datum     | Kickoff | Heim                | Ergebnis | Gast                | Stadion                                 |
| --------- | ------- | ------------------- | -------- | ------------------- | --------------------------------------- |
| 29. April | 14:00   | Berlin Adler        | 13:18    | Oslo Vikings        | Friedrich-Ludwig-Jahn-Sportpark, Berlin |
| 12. Mai   | 15:00   | Oslo Vikings        | 21:27    | Amsterdam Crusaders | Jordal Stadion, Oslo                    |
| 27. Mai   | 15:00   | Amsterdam Crusaders | 6:34     | Berlin Adler        | Sportpark Sloten, Amsterdam             |

|    | Verein              | Sp | Punkte | TD    | Diff. |
| -- | ------------------- | -- | ------ | ----- | ----- |
| 1. | Berlin Adler        | 2  | 2:2    | 47:24 | +23   |
| 2. | Oslo Vikings        | 2  | 2:2    | 39:40 | −1    |
| 3. | Amsterdam Crusaders | 2  | 2:2    | 33:55 | −22   |

## Play-offs
|  | Halbfinale  | Halbfinale           | Halbfinale |  |  | EFAF Cup Finale | EFAF Cup Finale      | EFAF Cup Finale |
|  |             |                      |            |  |  |                 |                      |                 |
|  |             |                      |            |  |  |                 |                      |                 |
|  | Schweiz     | Winterthur Warriors  | 13         |  |  |                 |                      |                 |
|  | Osterreich  | Graz Giants          | 55         |  |  |                 |                      |                 |
|  |             |                      |            |  |  | Osterreich      | Graz Giants          | 28              |
|  |             |                      |            |  |  | Osterreich      | Hohenems Blue Devils | 26              |
|  | Osterreich  | Hohenems Blue Devils | 22         |  |  |                 |                      |                 |
|  | Deutschland | Berlin Adler         | 18         |  |  |                 |                      |                 |
|  |             |                      |            |  |  |                 |                      |                 |

### Finale
|                                          |                                     | {{{Spiel}}} |         |                      |  |              |
| Eggenberg (Graz) 21. Juli 2007 14:00 Uhr |                                     | Graz Giants | 28 : 26 | Hohenems Blue Devils |  | ASKÖ-Stadion |
| Eggenberg (Graz) 21. Juli 2007 14:00 Uhr | (0:7, 0:13, 7:0, 21:6) Spielbericht | Graz Giants |         | Hohenems Blue Devils |  | ASKÖ-Stadion |